# Hordeum blomii
Hordeum blomii là một loài thực vật có hoa trong họ Hòa thảo. Loài này được Thell. mô tả khoa học đầu tiên năm 1927.